# Riccardo Misasi
Riccardo Misasi (ur. 14 lipca 1932 w Cosenzy, zm. 21 września 2000 w Rzymie) – włoski polityk i samorządowiec, długoletni deputowany, minister w różnych resortach.

## Życiorys
Ukończył studia prawnicze na Katolickim Uniwersytecie Najświętszego Serca w Mediolanie. Wrócił do rodzinnej miejscowości, zaangażował się w działalność Chrześcijańskiej Demokracji. Był przywódcą ruchu młodzieżowego i radnym miejskim.
W 1958 po raz pierwszy został wybrany do Izby Deputowanych. Z powodzeniem ubiegał się o reelekcję w ośmiu kolejnych wyborach, zasiadając w niższej izbie włoskiego parlamentu nieprzerwanie do 1994 jako poseł III, IV, V, VI, VII, VIII, IX, X i XI kadencji.
Między 1963 a 1966 był podsekretarzem stanu w resorcie sprawiedliwości. Od sierpnia 1969 do marca 1970 pełnił funkcję ministra handlu zagranicznego. W marcu 1970 został ministrem edukacji publicznej stanowisko to zajmował w trzech rządach do czerwca 1972. W latach 1988–1989 był podsekretarzem stanu przy premierze. W lipcu 1989 objął urząd ministra bez teki do spraw sytuacji nadzwyczajnych w Mezzogiorno, ustępując z tej funkcji w lipcu 1990. Od kwietnia 1991 do czerwca 1992 ponownie zajmował stanowisko ministra edukacji publicznej.